# 丁大亨
丁大亨（？—？），浙江嘉善縣人，清朝政治人物、舉人出身。
康熙年間，鄉試中舉。康熙二十六年，擔任山西介休縣知縣。